# Кошмаш-Тойсі
Кошма́ш-То́йсі (рос. Кошмаш-Тойси, чув. Кăшмас) — присілок у складі Ібресинського району Чувашії, Росія. Входить до складу Андрієвського сільського поселення.
Населення — 227 осіб (2010; 279 у 2002).
Національний склад:
- чуваші — 95 %